# Jean IV d'Auvergne
Jean IV de La Tour d'Auvergne (1467 - 28 mars 1501), né Jean de La Tour, fils de Bertrand VI de La Tour d'Auvergne, et de Louise de La Trémoille, fut comte d'Auvergne de 1497 à sa mort, ainsi que comte de Lauragais, et seigneur de La Tour.

## Biographie
Il épouse, le 2 janvier 1495, Jeanne de Bourbon-Vendôme (morte en 1511), avec qui il a trois filles :
- Anne d'Auvergne, comtesse d'Auvergne[1].
- Madeleine de La Tour d'Auvergne, qui épouse Laurent II de Médicis, duc d'Urbino : parents de la reine Catherine de Médicis, comtesse d'Auvergne et de Lauragais.
- Une fille née en 1501.